# Thulagi Chuli
Nemjung és una muntanya que forma part de la Mansiri Himal, una serralada que forma part de l'Himàlaia i es troba al Nepal. Es troba separat del Manaslu (8.163 metres), al nord-est, i el Ngadi Chuli (7.871 metres), a l'est, per la glacera Thulagi, orientada cap al sud. El seu cim s'eleva fins als 7.059 msnm i té una prominència de 699 metres.
Hi ha hagut diversos intents d'escalar-la, però tots han estat infructuosos.